# Lad (Ungheria)
Lad è un comune dell'Ungheria di 684 abitanti (dati 2001) situata nella contea di Somogy, nell'Ungheria centro-occidentale.